# Zatox
Zatox (eredeti nevén: Gerardo Roschini), (Tivoli, 1975. november 17. –) hardstyle stílusú olasz zenei producer és lemezlovas.

## Életpályája
2002-ben megkezdett zenei pályafutása során saját nevén kívül korábban számos művésznevet használt: 
- Ironblood
- MachineHead
- Supaboyz
- Smashing Guys
- Tat & Zat (Tatankával)
- Wild Motherfuckers (Tatankával)

Zatox lemezei 2013-ig főleg a Wicked Recordsnál jelentek meg. 2013-ban megalapította saját cégét (Unite Records).
Jelenleg a hardstyle egyik legjelentősebb képviselője.

## Diszkográfiája
| Cím                                         | Álnév                                                  | Label                         | Év        |
| ------------------------------------------- | ------------------------------------------------------ | ----------------------------- | --------- |
| Gunflame EP                                 | Smashing Guys                                          | Wicked Records                | 2002      |
| Diabolika EP                                | Smashing Guys                                          | Wicked Records                | 2003      |
| I'm Techno                                  | Zairon                                                 | Ipnotika                      | 2003      |
| Caput Mundi EP                              | Zatox                                                  | Wicked Records                | 2003      |
| Eternity Life EP                            | Zatox                                                  | Wicked Records                | 2003      |
| Don't Stop                                  | Zairon                                                 | Ipnotika                      | 2004      |
| Jako                                        | Gerardo Roschini                                       | Wicked Records                | 2004      |
| Shuttafuck                                  | Ironblood                                              | Ipnotika                      | 2004      |
| Chaos Legion                                | Machinehead                                            | Wicked Records                | 2004      |
| Control Your Body EP                        | Smashing Guys                                          | Wicked Records                | 2004      |
| Big Bang EP                                 | Smashing Guys                                          | Wicked Records                | 2004      |
| We Are Still Here                           | W.A.S.H.                                               | Droppin' Beats                | 2004      |
| Wake Up                                     | Smashing Guys                                          | Wicked Records                | 2005      |
| Master Flat                                 | Supaboyz                                               | Scantraxx                     | 2005      |
| The Future / Mover                          | W.A.S.H.                                               | Droppin' Beats                | 2005      |
| Superstar / Payback                         | Zairon                                                 | Ipnotika                      | 2005      |
| Apocalypse                                  | Zatox                                                  | Wicked Records                | 2005      |
| Overdose EP                                 | Zatox                                                  | Wicked Records                | 2005      |
| Destroy EP                                  | Gerardo Roschini                                       | Wicked Records                | 2005      |
| Sensation EP                                | Gerardo Roschini                                       | Wicked Records                | 2005      |
| Revolver EP                                 | Ironblood                                              | Wicked Records                | 2005      |
| Phenomena EP                                | Machinehead                                            | Wicked Records                | 2005      |
| Microcheck                                  | ZTX                                                    | Droppin' Beats                | 2005      |
| Radio Alarm                                 | W.A.S.H.                                               | Droppin' Beats                | 2006      |
| Fuck It Up                                  | Wild Motherfuckers                                     | Droppin' Beats                | 2006      |
| Bad Time / Mofoclub                         | Zatox                                                  | Wicked Records                | 2006      |
| Scanner EP                                  | Zatox                                                  | Wicked Records                | 2006      |
| The Anthem                                  | Overload                                               | Droppin' Beats                | 2006      |
| Ultravox EP                                 | Ironblood                                              | Wicked Records                | 2006      |
| Headwave / Defcon 5                         | Machinehead                                            | Wicked Records                | 2006      |
| I Love Hardstyle                            | ZTX                                                    | Droppin' Beats                | 2006      |
| Fother Mucker                               | Wild Motherfuckers                                     | Zanzatraxx                    | 2007      |
| Deep Into Your Soul                         | Zairon                                                 | Ipnotika                      | 2007      |
| Remix 01                                    | Zairon & Smashing Guys                                 | Ipnotika                      | 2007      |
| Can't Stop / So Fight                       | Zatox & Activator                                      | Wicked Records                | 2007      |
| Get Drunk                                   | Activator & Zatox                                      | Activa Records                | 2007      |
| Don't Let It Go                             | Zatox & Activator                                      | Wicked Records                | 2007      |
| Alright                                     | Kat meets Gerardo Roschini                             | Wicked Records                | 2007      |
| Gold Medley With Strange                    | Tat & Zat                                              | Droppin' Beats                | 2007      |
| Smokin' 'N Pourin'                          | ZTX & Kingsman                                         | Droppin' Beats                | 2007      |
| Scary Track / Skleroxx                      | Tat & Zat                                              | Zanzatraxx                    | 2008      |
| B2BW                                        | Wild Motherfuckers                                     | Droppin' Beats                | 2008      |
| Stand Up                                    | Zairon                                                 | Ipnotika                      | 2008      |
| Still Drunk                                 | Activator & Zatox                                      | Activa Records                | 2008      |
| So High                                     | Zatox                                                  | Wicked Records                | 2008      |
| Proud To Be Loud / Skeleton                 | Tat & Zat                                              | Droppin' Beats                | 2009      |
| Gangsta / Love Theme From The Godfather     | Tatanka & Zatox                                        | Zanzatraxx                    | 2009      |
| Vintage EP                                  | Zatox                                                  | Wicked Records                | 2009      |
| Can You Feel It                             | Zenith & Zatox                                         | Trance Communications Records | 2009      |
| Oxygen                                      | Zatox & Activator                                      | Wicked Records                | 2009      |
| Choir / Pumping Blood                       | Zatox meets The R3bels                                 | Wicked Records                | 2009      |
| Master And Slave                            | Zatox presents Vyolet                                  | Wicked Records                | 2009      |
| Creation EP                                 | Zatox                                                  | Italian Hardstyle             | 2010      |
| Raw Style EP                                | Zatox                                                  | Italian Hardstyle             | 2010      |
| A New Dimension / No One Excluded           | Zatox & A-lusion                                       | Italian Hardstyle             | 2010      |
| Kickin' Ass / Loops & Things                | Zatox & Tatanka                                        | Italian Hardstyle             | 2010      |
| Uocciu Fink                                 | Feita & Ralfio aka Activator & Zatox                   | Activa Records                | 2010      |
| Uocciu Fink (Re-Worked Mix)                 | Feita & Ralfio aka Activator & Zatox                   | Activa Records                | 2011      |
| Irreplaceable / Can't Hold Us Back          | Zatox                                                  | Italian Hardstyle             | 2011      |
| Oldskool / Tanz Electrik (The R3bels Remix) | Zatox                                                  | Italian Hardstyle             | 2011      |
| Hard Bass (Official Hard Bass Anthem 2011)  | Wild Motherfuckers                                     | B2S Records                   | 2011      |
| Madhouse                                    | D-Block & S-te-Fan & Zatox                             | Scantraxx Evolutionz          | 2011      |
| Indoctrination                              | Zatox & Ran-D                                          | A² Records                    | 2011      |
| Audio Attack                                | Coone & Zatox                                          | Dirty Workz                   | 2011      |
| Another Level EP                            | Zatox                                                  | Italian Hardstyle             | 2011      |
| No Way Back (Official Qlimax Anthem 2011)   | Zatox                                                  | Gratis Release, -             | 2011      |
| Odissea 2011 / The Revolution Wildest       | Zatox & The R3belz / Zatox & Vamper Wild Motherfuckers | Italian Hardstyle Zanzalabs   | 2011      |
| Winter                                      | Zatox                                                  | Italian Hardstyle             | 2012      |
| It Must Be                                  | Zatox & Max Enforcer                                   | Italian Hardstyle             | 2012      |
| My Life                                     | Zatox                                                  | Italian Hardstyle             | 2012      |
| Opera                                       | Zatox                                                  | Free Release                  | 2012      |
| Fuck You Up                                 | Zatox                                                  | Italian Hardstyle             | 2012      |
| D.E.C.I.B.E.L.                              | Zatox                                                  | Italian Hardstyle             | 2012      |
| Struggle For Pleasure 2012                  | Zatox                                                  | Italian Hardstyle             | 2012      |
| Bitch Slap                                  | Zatox Ft. The Eretik Vs. Kendra                        | Italian Hardstyle             | 2012      |
| Brutal                                      | Zatox                                                  | Italian Hardstyle             | 2012      |
| Good & Evil                                 | Zatox Ft. The R3belz                                   | Scantraxx                     | 2013      |
| Hectic                                      | Zatox & Ran-D                                          | Scantraxx                     | 2013      |
| Check Out The Drop Wild Wild West           | Zatox Wild Motherfuckers                               | Unite Records Zanzalabs       | 2013 2013 |

## Remixek
| Cím                                      | Művésznév                   | Label           | Év   |
| ---------------------------------------- | --------------------------- | --------------- | ---- |
| Tube (Zatox Remix)                       | S.K.9.                      | Wicked Records  | 2003 |
| Better Dayz (Zatox Remix)                | Hard'Onez                   | Ipnotika        | 2004 |
| Maphia (Zatox Remix)                     | Megaton                     | Ipnotika        | 2004 |
| Insane (Gesko Mix)                       | Tatarola feat. Da Rook MC   | Zanzatraxx      | 2005 |
| Don't Move (Zatox Remix)                 | Tatanka                     | Zanzatraxx      | 2005 |
| Freestyle (Zatox Remix)                  | Da Blaze                    | Ipnotika        | 2005 |
| Track Addicted (Zatox Remix)             | T.A.T.                      | Zanzatraxx      | 2005 |
| Killashot (Tatanka & Zatox Remix)        | Kayem vs. Dark Angel        | Droppin' Beats  | 2006 |
| The Prophecy (Zatox Remix)               | Next Generation             | Ipnotika        | 2006 |
| United Force (Zatox Remix)               | Next Generation             | Ipnotika        | 2006 |
| Nuclear Sun 6.0 (DJ Zax Remix)           | DJ Satomi                   | Digital Sun     | 2006 |
| Give Me All Your Money (Zatox Remix)     | Ado & Montorsi              | Green Force     | 2006 |
| Postal (Zatox Remix)                     | Da Revolutionists           | Droppin' Beats  | 2007 |
| Money Talks Bullshit Walks (Zatox Remix) | Tuneboy                     | Titanic Records | 2008 |
| Lost In Dreams (Tat & Zat Remix)         | Mike NRG                    | Q-Dance         | 2008 |
| Weapon (The R3bels & Zatox Remix)        | R3zonance                   | Ipnotika        | 2009 |
| Bringing The Funk (Zatox Remix)          | Marlon S meets Digital Punk | TiLLT! Records  | 2011 |
| Wakanda (Zatox Remix)                    | Dimitri Vegas & Like Mike   | Axtone Records  | 2013 |

## Helyezései a Dj Mag listán
| DJ    | 2011 | 2012 | 2013 | 2014 | 2015 |
| ----- | ---- | ---- | ---- | ---- | ---- |
| Zatox | 47   | 36   | 50   | 71   | 87   |